# 第一代韋爾斯利侯爵理查德·韋爾斯利
第一代韋爾斯利侯爵理查德·韋爾斯利（英語：Richard Colley Wellesley, 1st Marquess Wellesley；1760年6月20日—1842年9月26日）英国爱尔兰政治家和殖民地行政官。1781年前为韦尔斯利子爵（Viscount Wellesley），之后继承父亲成为第二代莫宁伯爵。他1798年至1805年间出任印度总督，1799年征服獨立的邁索爾王國，將之納為東印度公司轄下的土邦。
后来担任英国内阁外交大臣和爱尔兰总督。 他的弟弟亚瑟是第一代威灵顿公爵。

## 家庭
1794年，理查·韋爾斯利與雅欣絲-加布里埃·羅蘭結婚。兩人在婚前即有3子2女：
1. 理查（英语：Richard Wellesley (1787–1831)）（1787年—1831年）
2. 安妮（英语：Lady Charles Bentinck）（1788年—1875年），塞西莉亞·卡文迪許-本廷克的祖母
3. 雅欣絲·瑪麗（1789年—1849年）
4. 傑拉德（1792年—1833年）
5. 亨利（英语：Henry Wellesley (1794–1866)）（1794年—1866年）